# 76-я морская стрелковая бригада
76-я морская стрелковая бригада — воинское соединение СССР в Великой Отечественной войне

## История
Сформирована в Северо-Кавказском военном округе на основе курсантов Черноморского высшего военно-морского училища и моряков Каспийской флотилии, Черноморского флота летом 1941 года.
В действующей армии с февраля 1942 по май 1943 года.
В марте 1942 года приняла участие в наступательной операции с целью освобождения Таганрога и понесла большие потери. Только 8 марта 1942 года, в бою за высоту 101 (Волкова гора) вблизи посёлка Матвеев-Курган, бригада потеряла 1312 человек убитыми и ранеными. Летом того же года вела оборонительные бои на Кубани, участвовала в Туапсинской оборонительной операции августа-сентября 1942 года, а также в Краснодарской наступательной операции, освобождении Ростова-на-Дону в 1943 году.
С марта 1942 года по март 1943 года 76-я морская стрелковая бригада непрерывно участвовала в боях.
В июне 1943 года на базе бригады создана 23-я стрелковая дивизия.

## Полное название
76-я морская стрелковая бригада

## Подчинение
- Северо-Кавказский военный округ — на 01.01.1942 года.
- 3-й гвардейский стрелковый корпус 56-й армии Южного фронта — на 01.03.1942 года

## Командиры
- Апостоли Борис Николаевич (03.11.1941 — 19.05.1942), капитан 1 ранга.
- Долганов Дмитрий Никифорович (27.05.1942 — 15.09.1942).